# Kristijan Tojčić
Kristijan Tojčić (ur. 6 grudnia 1999 w Bijeljinie) – bośniacki piłkarz serbskiego pochodzenia grający na pozycji obrońcy w klubie NK Nafta 1903.

## Kariera juniorska
Tojčić grał jako junior w FK Zvijezda 09 (do 2018).

## Kariera seniorska

### FK Zvijezda 09
Tojčić zadebiutował w pierwszej drużynie FK Zvijezdy 09 17 września 2016 w meczu z FK Boracem Šamac (wyg. 2:3). Pierwszą bramkę zdobył 8 kwietnia 2017 w wygranym 1:0 spotkaniu przeciwko FK Slaviji Sarajewo. 15 maja 2021 w starciu z FK Jedinstvo Brčko (wyg. 7:0) Tojčić ustrzelił dublet. Łącznie dla FK Zvijezdy 09 piłkarz ten rozegrał 102 mecze strzelając 6 goli.

### Mačva Šabac
Tojčić przeszedł do Mačvy Šabac 1 lipca 2021 bez kwoty odstępnego. Debiut dla nich zaliczył 7 sierpnia 2021 w wygranym 1:0 spotkaniu przeciwko Budućnostowi Dobanovci. Pierwszego gola strzelił 3 września 2021 w meczu z FK Radem (wyg. 4:0). Ostatecznie w barwach Mačvy Šabac Tojčić wystąpił 32 razy zdobywając 4 bramki.

### Javor Ivanjica
Tojčić przeniósł się do Javoru Ivanjica 1 lipca 2022 w ramach wolnego transferu. Zadebiutował dla nich 16 lipca 2022 w meczu z FK TSC Bačka Topola (0:0). 23 października 2022 w zremisowanym 3:3 spotkaniu przeciwko FK Partizanowi zaliczył dwie asysty. Łącznie dla Javoru Ivanjica rozegrał on 66 meczów nie strzelając żadnego gola.

### NK Nafta 1903
Tojčić trafił do NK Nafty 1903 24 lipca 2024. Debiut dla nich zaliczył 26 lipca 2024 w wygranym 2:1 spotkaniu przeciwko NK Radomlje.

## Sukcesy

### FK Zvijezda 09
- Prva liga Republike Srpske u fudbalu (1×): 2017/2018